# Museo Usina Molet

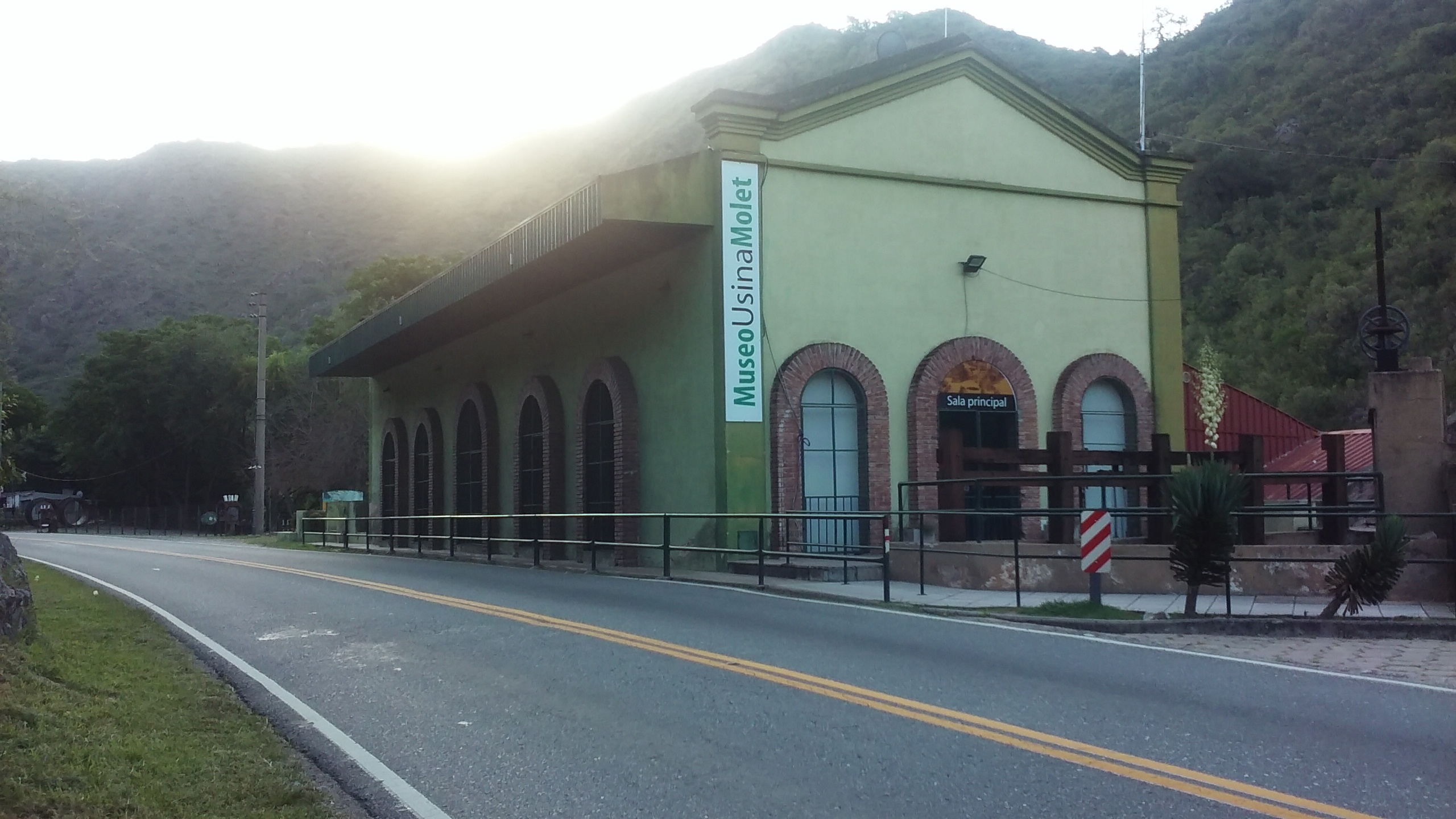
Bâtiment principal du Museo Usina Molet

Le Museo Usina Molet (MUM) est situé le long de la rivière Suquía dans la région de Valle de Punilla (es), province de Córdoba (Argentine).

## Le fondateur
Alfred Molet, né en 1850 à Cattenières en France et décédé à Buenos Aires en 1917 est un ingénieur chimiste ; expatrié en Argentine, il crée une conserverie, et exploite une mine de calcium. En 1899, il crée la Compaña Molet de Carburo de Calcio qui produit du carbure de calcium dans une usine construite au bord du Río Primero, à proximité et en amont de la ville de Córdoba. Dans le but d'approvisionner cette usine en électricité, il fait construire un barrage hydroélectrique sur la rivière dans les premières années du xxe siècle - l'actuel Museo Usina Molet est installé dans les locaux de l'usine hydroélectrique. En désaccord avec ses associés, Alfred Molet vend ses actions et quitte la direction de l'entreprise en 1902. Alfred Molet poursuit son action dans les chemins de fer, et obtient en 1908 une concession de chemin de fer qui l'autorise à construire deux lignes à travers les provinces de Misiones et de Corrientes. Alfred Molet repose au cimetière de Recoleta à Buenos-Aires.

## Le musée
Le musée est installé dans les locaux d'une usine créée par Alfred Molet.
https://gadz-arts-alfred-molet.blog4ever.com/